# مدرسه علمیه آیت‌الله آیتی
مدرسه علمیه آیت الله آیتی مربوط به اواخر دوره قاجار است و در بیرجند، خیابان شهید مطهری، مطهری ۱۳ واقع شده و این اثر در تاریخ ۲۵ اسفند ۱۳۷۹ با شمارهٔ ثبت ۳۴۵۶ به‌عنوان یکی از آثار ملی ایران به ثبت رسیده است.